# Щедрик діадемовий
Ще́дрик діадемовий (Crithagra frontalis) — вид горобцеподібних птахів родини в'юркових (Fringillidae). Мешкає в Східній і Центральній Африці. Раніше вважався конспецифічним з масковим щедриком.

## Опис
Довжина птаха становить 11-12 см, вага 10-15 г. Верхня частина тіла оливково-зелена, нижня частина тіла жовта. Гузка біла, махові і стернові пера чорні з жовтими краями. У самців на обличчі є чорна "маска". Над очима жовті "брови". Дзьоб сірий, тонкий, відносно довгий, очі карі, лапи тілесного кольору.

## Поширення і екологія
Діадемові щедрики мешкають в Уганді, Руанді, Бурунді, Демократичній Республіці Конго, Кенії, Танзанії і Замбії. Вони живуть у високогірних чагарникових заростях, на високогірних луках, на берегах річок і озер, на болотах, полях, пасовищах, плантаціях і в садах. Зустрічаються поодинці, парами або зграйками, на висоті від 1000 до 2100 м над рівнем моря. Живляться переважно насінням трав, а також пагонами, плодами, ягодами і безхребетними. Розхмножуються протягом всього року. В кладці від 3 до 6 яєць, інкубаційний період триває приблизно 2 тижні.